# Athletic Club Nagano Parceiro
O Athletic Club Nagano Parceiro (em japonês, AC長野パルセイロ) é um clube de futebol japonês, sediado em Nagano. A equipe compete na J3 League.

## História
O clube foi fundado em 1990 por estudantes locais como Nagano Elza S.C. Com as cores laranja e azul escuro e nome de uma leoa, Elza. Para se profissionalizar e ingressar como clube da J-League, o clube mudou seu nome pois não poderia usar Elza, por direitos. Então usou-se a palavra "parceiro" que na mentalidade do clube, significa a parceria dentro de uma equipe.
O clube se filiou no ano de 2011 na J-League, e disputa as terceira divisão. Tem rivalidade com o Matsumoto Yamaga; as partidas entre eles são chamadas de "Shinshū derby".